# Richmond-San Rafael Bridge

Les ponts de la baie de San Francisco

Le pont Richmond-San Rafael Bridge est un pont routier franchissant la baie de San Francisco en Californie, à l'ouest des États-Unis. Ouvert en 1956, il relie la ville de Richmond et celle de San Rafael.

## Description
Avec 8,850 km, le pont était à l'époque de sa construction en 1956 le plus long du monde.

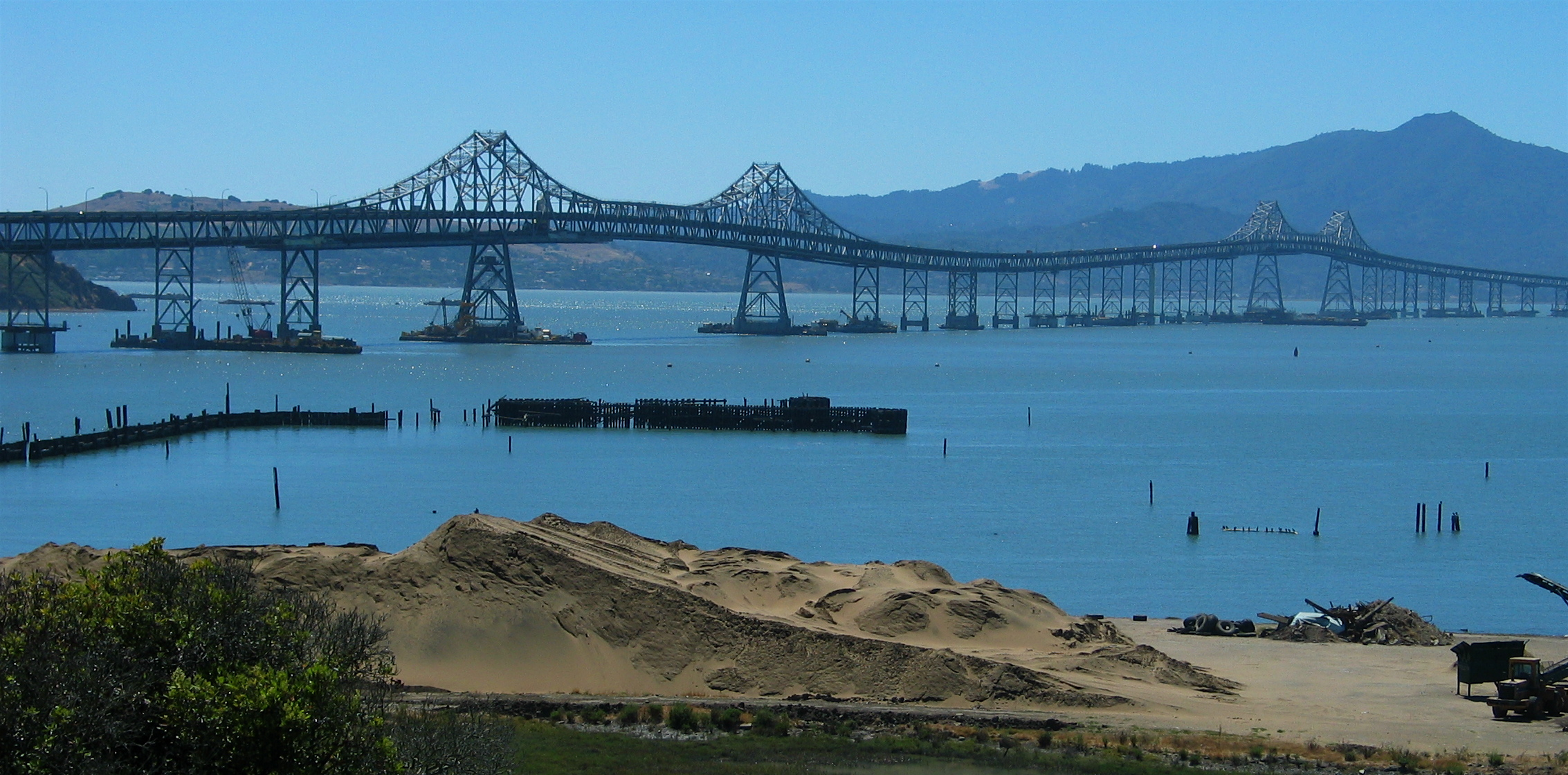
Vue générale.

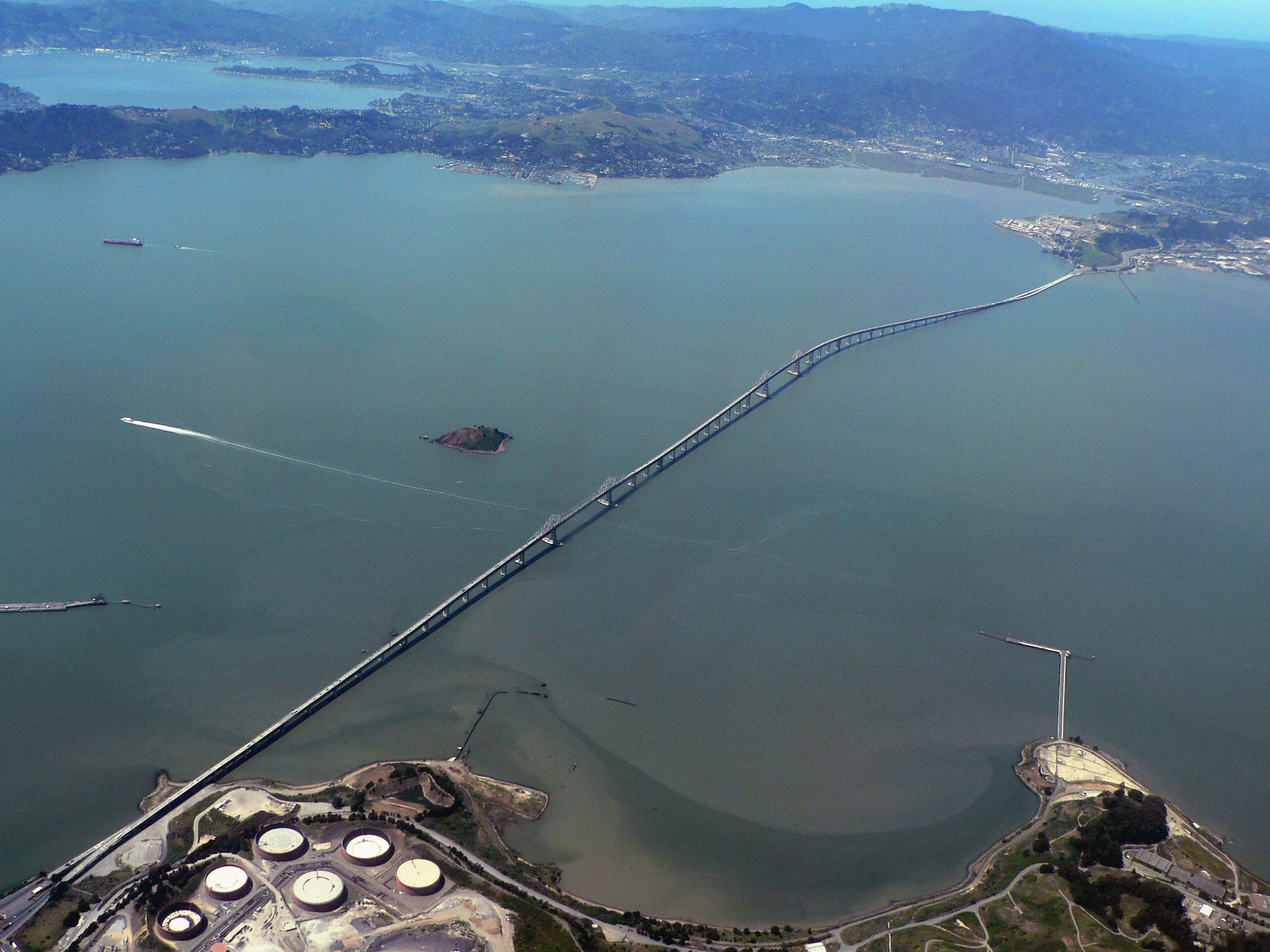
Une vue aérienne du pont.